# Galactomanano
Los galactomananos son biopolímeros del tipo polisacárido formados por un esqueleto de manosa con ramificaciones formadas por unidades de galactosa.
Más específicamente el esqueleto se encuentra formado por unidades β-D-manopiranosa unidas por enlaces (1→4), con ramificaciones α-D-galactopiranosa unidas por enlaces (1→6).
En orden creciente de relación manosa:galactosa:
- goma de fenogreco, manosa:galactosa ~1:1
- goma guar, manosa:galactosa ~2:1
- goma tara, manosa:galactosa ~3:1
- Goma garrofín, manosa:galactosa ~4:1

Los galactomananos se utilizan con frecuencia en productos alimenticios para aumentar la viscosidad de la fase acuosa.
La goma guar ha sido utilizada para aumentar la viscosidad de las lágrimas artificiales, pero no resulta tan estable como la carboximetilcelulosa.

## Usos alimentarios
Los galactomananos se utilizan en alimentos como estabilizantes. La goma guar y la goma garrofín se utilizan frecuentemente en la manofactura de helados para mejorar la textura y reducir el goteo. La goma garrofín se utiliza extensivamente en los quesos crema, preparaciones de frutas y aderezos para ensalada. La goma tara está experimentando una creciente aceptación como ingrediente alimentario, pero aún se utiliza mucho menos que la guar o garrofín. La goma guar es la que tiene mayor uso en alimentos, principalmente debido a su precio, bajo y estable.

## Uso clínico
Los galactomananos son componentes de la pared celular de los hongos Aspergillus y se libera durante su crecimiento. La detección de galactomananos en sangre es un método útil para el diagnóstico de aspergilosis invasiva en humanos. Esta determinación se lleva a cabo por medio de un ELISA doble sandwich con anticuerpos monoclonales; el ensayo de los laboratorios Bio-Rad se aprobó en 2003 por la FDA como de moderada exactitud. El ensayo es más útil en pacientes que han experimentado un trasplante de células madre hematopoyéticas. Se han encontrado falsos positivos para galactomananos de Aspergillus en pacientes con tratamiento intravenoso con algunos antibióticos o fluidos que contienen gluconato o ácido cítrico, tales como preparados de plaquetas para transfusión, nutrición parenteral o PlasmaLyte.